# John A. Elston

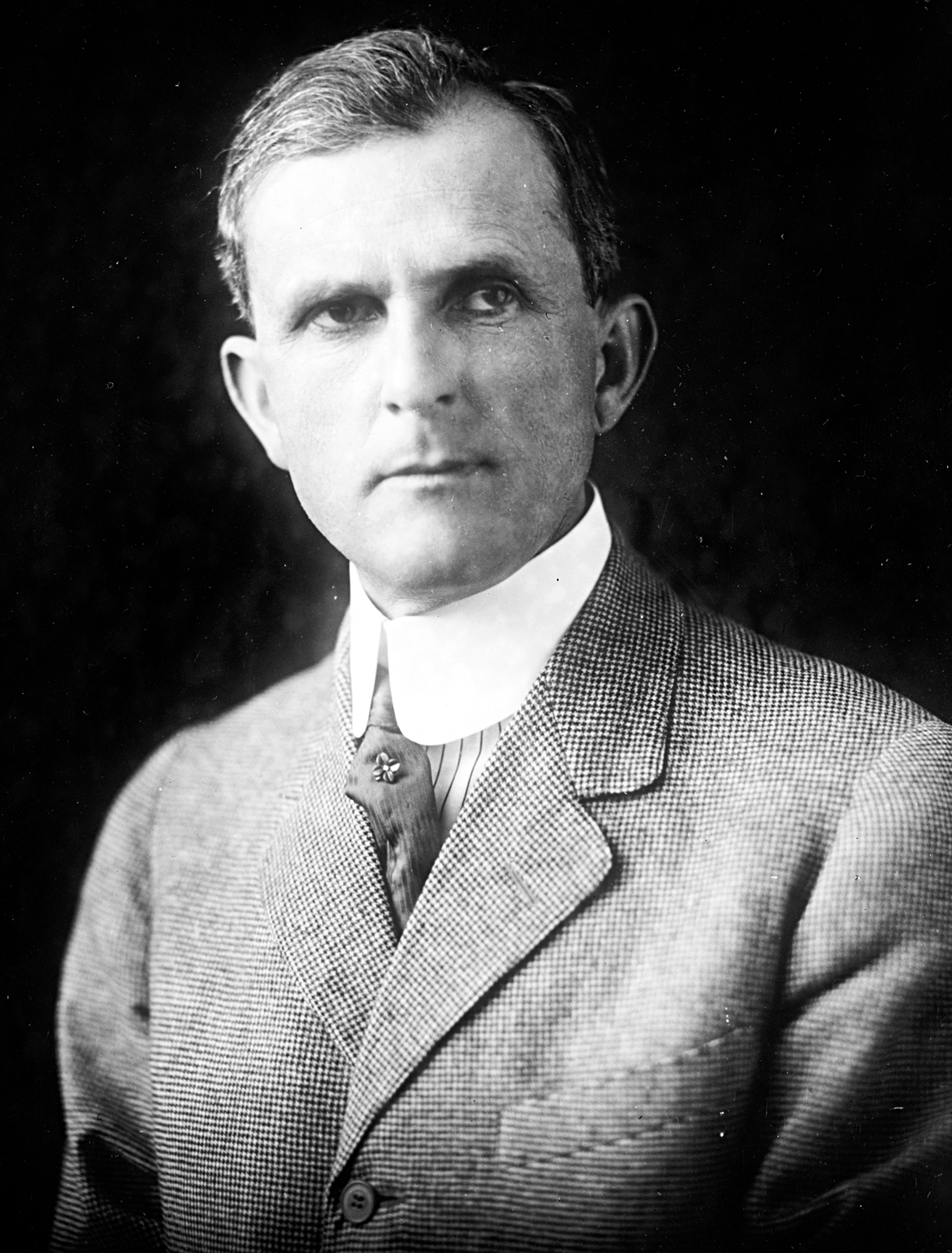
John A. Elston

John Arthur Elston (* 10. Februar 1874 in Woodland, Kalifornien; † 15. Dezember 1921 in Washington, D.C.) war ein US-amerikanischer Politiker. Zwischen 1915 und 1921 vertrat er den Bundesstaat Kalifornien im US-Repräsentantenhaus.

## Werdegang
John Elston besuchte die öffentlichen Schulen seiner Heimat und danach bis 1892 das Hesperian College, ebenfalls in Woodland. Anschließend studierte er bis 1897 an der University of California in Berkeley. Zwischenzeitlich war er auch als Lehrer tätig. Nach einem anschließenden Jurastudium und seiner 1901 erfolgten Zulassung als Rechtsanwalt begann er in diesem Beruf zu arbeiten. Gleichzeitig schlug er eine politische Laufbahn ein. Zwischen 1903 und 1907 gehörte er dem Stab des Gouverneurs von Kalifornien an. Von 1911 bis 1914 war er Kuratoriumsmitglied der staatlichen Anstalt für Taube und Blinde. Politisch schloss sich Elston zunächst der Progressiven Partei an. Später wurde er Mitglied der Republikanischen Partei.
Bei den Kongresswahlen des Jahres 1914 wurde Elston als Kandidat der Progressive Party im sechsten Wahlbezirk von Kalifornien in das US-Repräsentantenhaus in Washington gewählt, wo er am 4. März 1915 die Nachfolge von Joseph R. Knowland antrat. Nach drei Wiederwahlen konnte er bis zu seinem  Suizid am 15. Dezember 1921 im Kongress verbleiben. Seit 1919 war er Vorsitzender des Committee on Mileage. In seine Zeit als Kongressabgeordneter fielen unter anderem der Erste Weltkrieg sowie die Ratifizierung des 18. und des 19. Verfassungszusatzes.